# Koin (Burkina Faso)
Koin ist ein Dorf in Burkina Faso, in der Region Boucle du Mouhoun, der Provinz Nayala und dem Departement Toma. Koin liegt am südlichen Rand der Sahelzone und hat 3330 Einwohner (1996).